# 西玛津
西玛津（英語：Simazine，化学名：2-氯-4,6-二(乙基氨基)-1,3,5-三嗪）是一种三嗪类除草剂，用于控制阔叶杂草和一年生杂草的生长，结构上和莠去津（草脱净）类似，都能抑制光合作用。